# Mistrzostwa Krajów Bałkańskich w Biegach Przełajowych 2011
55. Mistrzostwa Krajów Bałkańskich w Biegach Przełajowych – zawody lekkoatletyczne, które odbyły się 13 marca 2011 w Kragujevcu w centralnej Serbii.

## Rezultaty

### Mężczyźni
| Konkurencja:               | 1. miejsce                                                           | Rezultat | 2. miejsce                                                          | Rezultat | 3. miejsce                                                              | Rezultat |
| Bieg seniorów na 10 km     | Mirko Petrović                                                       | 30:39    | Bilgiç Fatih                                                        | 30:55    | Marius Ionescu                                                          | 31:10    |
| Seniorzy drużynowo         | Turcja · Bilgiç Fatih · Günen Sedat · Kuş Erkan                      | 11 pkt.  | Serbia · Mirko Petrović · Velimir Bojović · Goran Miličić           | 12 pkt.  | Grecja · Michael Parmakis · Dimosthenis Maginas · Georgios Karavidas    | 24 pkt.  |
| Bieg młodzieżowców na 8 km | Pak Hasan                                                            | 24:50    | Ghinea Alexandru                                                    | 24:59    | Medeni Demir                                                            | 25:14    |
| Młodzieżowcy drużynowo     | Turcja · Pak Hasan · Medeni Demir · Mustafa Akinci                   | 9 pkt.   | Rumunia · Ghinea Alexandru · Adrian Trifan · Nicolae Soare          | 15 pkt.  | Grecja · Konstantinos Touse · Andreas Dimitrakis · Panagiotis Voutsinas | 30 pkt.  |
| Bieg juniorów na 6 km      | Claudiu Cimpoieru                                                    | 19:13    | Yildirimci Sabahattin                                               | 19:17    | Cavusli Emre Yunus                                                      | 19:22    |
| Juniorzy drużynowo         | Turcja · Yildirimci Sabahattin · Cavusli Emre Yunus · Ramazan Sönmez | 10 pkt.  | Rumunia · Claudiu Cimpoieru · Alexandru Staicu · Catalin Atanasoaie | 17 pkt.  | Serbia · Dušan Makević · Nemanja Kojić · Nenad Radanović                | 29 pkt.  |

### Kobiety
| Konkurencja:               | 1. miejsce                                              | Rezultat | 2. miejsce                                                   | Rezultat | 3. miejsce                                                  | Rezultat |
| Bieg seniorek na 8 km      | Olivera Jevtić                                          | 27:45    | Cristina Framuz                                              | 28:32    | Cristina Casandra                                           | 28:36    |
| Seniorki drużynowo         | Serbia · Olivera Jevtić · Ana Subotić · Jelena Mimić    | 17 pkt.  | Rumunia · Cristina Framuz · Cristina Casandra · Simona Maxim | 17 pkt.  | Grecja · Irini Kokkinariou · Denise Dimaki · Maria Pardalou | 27 pkt.  |
| Bieg młodzieżowców na 6 km | Liliana Danci                                           | 21:47    | Karabulut Elif                                               | 21:51    | Kaya Özlem                                                  | 21:56    |
| Młodzieżowcy drużynowo     | Turcja · Karabulut Elif · Kaya Özlem · Tarhan Yağmur    | 9 pkt.   | Rumunia · Liliana Danci · Domnica Popescu · Iuliana Cosarca  | 12 pkt.  | Grecja · Ourania Rebouli · Niki Martazakli · Penelope Daga  | 28 pkt.  |
| Bieg juniorek na 4 km      | Amela Terzić                                            | 13:38    | Esma Aydemir                                                 | 13:43    | Milena Rmandić                                              | 13:43    |
| Juniorki drużynowo         | Serbia · Amela Terzić · Milena Rmandić · Selma Mustafić | 14 pkt.  | Turcja · Esma Aydemir · Tuna Hatun Emine · Sari Fadime       | 17 pkt.  | Rumunia · Anca Bunea · Dana Elena Loghin · Madalina Florea  | 19 pkt.  |

## Klasyfikacja medalowa
| Miejsce | Kraj    | Złoto | Srebro | Brąz | Suma |
| 1.      | Turcja  | 5     | 5      | 3    | 13   |
| 2.      | Serbia  | 5     | 1      | 2    | 8    |
| 3.      | Rumunia | 2     | 6      | 3    | 11   |
| 4.      | Grecja  | 0     | 0      | 4    | 4    |